# Stazione di Vitulano-Foglianise
Stazione di Vitulano-Foglianise vasútállomás Olaszországban, Benevento településen.

## Vasútvonalak
Az állomást az alábbi vasútvonalak érintik:
- Nápoly–Foggia-vasútvonal

## Kapcsolódó állomások
A vasútállomáshoz az alábbi állomások vannak a legközelebb:
- Stazione di Benevento (Stazione di Foggia, Nápoly–Foggia-vasútvonal)
- Stazione di Ponte-Casalduni (Stazione di Napoli Centrale, Nápoly–Foggia-vasútvonal)